# Оиси, Аями
Аями Оиси (яп. 大石 綾美; род. 9 апреля 1991, Айти) — японская гребчиха, выступающая за сборную Японии по академической гребле с 2009 года. Чемпионка Универсиады в Кванджу, победительница и призёрка многих регат национального значения, участница летних Олимпийских игр в Рио-де-Жанейро.

## Биография
Аями Оиси родилась 9 апреля 1991 года в префектуре Айти, Япония.
Занималась академической греблей в клубе электроэнергетической компании Chubu Electric Power.
Впервые заявила о себе на международном уровне в сезоне 2009 года, выступив в парных четвёрках на юниорском мировом первенстве в Брив-ла-Гайард.
В 2012 году в парных двойках лёгкого веса заняла 11 место на молодёжном чемпионате мира в Тракае, тогда как в лёгких парных четвёрках закрыла десятку сильнейших на взрослом чемпионате мира в Пловдиве.
Закрепившись в основном составе японской национальной сборной, в 2013 году дебютировала в Кубке мира, в частности в лёгких парных двойках стала седьмой на этапе в Итоне. Также в этом сезоне побывала на молодёжном мировом первенстве в Линце-Оттенсхайме, откуда привезла награду бронзового достоинства, выигранную в лёгких одиночках — в решающем финальном заезде уступила только спортсменкам из Греции и Белоруссии. В двойках финишировала пятой на летней Универсиаде в Казани.
В 2015 году в лёгких парных двойках на чемпионате мира в Эгбелете заняла итоговое 17 место, одержала победу на Универсиаде в Кванджу.
Благодаря удачному выступлению на квалификационной регате Азии и Океании удостоилась права защищать честь страны на летних Олимпийских играх 2016 года в Рио-де-Жанейро. В программе двоек парных лёгкого веса вместе с напарницей Тиаки Томитой сумела квалифицироваться лишь в утешительный финал В и расположилась в итоговом протоколе соревнований на 12 строке.
После Олимпиады в Рио Оиси осталась в составе гребной команды Японии и продолжила принимать участие в крупнейших международных регатах. Так, в 2018 году в лёгких парных четвёрках она финишировала шестой на этапе Кубка мира Люцерне, тогда как в лёгких парных двойках стала десятой на чемпионате мира в Пловдиве.
В 2019 году в лёгких двойках была седьмой и десятой на этапах Кубка мира в Пловдиве и Роттердаме соответственно, заняла 14 место на мировом первенстве в Линце-Оттенсхайме. В одиночках взяла бронзу на чемпионате Азии в Чхунджу.